# Adolpho Washington
Adolpho Washington (ur. 6 września 1967 w West Monroe) – amerykański bokser, były mistrz świata federacji IBF w wadze junior ciężkiej.

## Profesjonalna kariera
Na zawodowych ringach zadebiutował 7 marca 1989 w wadze półciężkiej pokonując Phila Scotta, Swoją pierwszą porażkę zanotował 28 listopada 1990 z Kevinem Casimierem przez niejednogłośną decyzję i którego pokonał w rewanżu niecały rok później. 16 stycznia 1993 pokonał na punkty Drake Thadzi a w swoim kolejnym pojedynku zmierzył się z mistrzem federacji WBA Virgilem Hillem z którym przegrał przez techniczną decyzję gdy podczas jedenastej rundy uderzył głową w kamerę telewizyjną, w chwili przerwania pojedynku Virgil Hill prowadził wysoko u wszystkich sędziów. Po stoczeniu dwóch zwycięskich walk postanowił zmienić kategorię wagową na wyższą.

### Waga junior ciężka
W tym przedziale wagowym zadebiutował 10 października 1993 pokonując przez TKO w szóstej rundzie Irana Barkleya a w swym następnym pojedynku cztery miesiące później wygrał z Dale Jacksonem zdobywając wakujący pas NABF. 14 lipca 1994 zremisował w pojedynku z broniącym pas WBC Ancaletem Wambą, a pięć miesięcy później pokonał Nigeryjczyka Davida Izeqwire odbierając mu pas IBO. 17 marca 1995 spotkał się z Orlinem Norrisem ulegając po wyrównanym pojedynku przez jednogłośną decyzję, stawką pojedynku był broniony przez Norrisa pas WBA. Po stoczeniu jednej zwycięskiej walki 31 sierpnia 1996 pokonał Torstena Maya zdobywając wakujący pas IBF który stracił dziesięć miesięcy później już w pierwszej obronie przegrywając z Uriahem Grantem decyzją większości. Po utracie tytułu przegrał w kolejnym pojedynku z Arthurem Williamsem, gdzie stawką był pas USBA a pięć miesięcy później ponownie zmierzył się z Orlin Norrisem przegrywając jednogłośnie na punkty. 5 czerwca 1999 w drugim pojedynku z Torstenem Mayem przegrał przez techniczną decyzję w dziewiątej rundzie gdy walka została zatrzymana z powodu powiększającego się rozcięcia powstałego przy zderzeniu głowami w drugiej rundzie. W kolejnej walce gdzie jego przeciwnikiem był James Toney po raz pierwszy przegrał przez techniczny nokaut, pojedynek został przerwany z powodu dużego krwotoku z nosa. 20 lipca 2001 przegrał jednogłośną decyzją z Wasilijem Żyrowem a dwa miesiące później w swojej ostatniej walce pokonał Mike Peaka.